# Зефир японский
Зефир японский (Chrysozephyrus japonicus =Neozephyrus japonicus) — дневная бабочка из семейства голубянок.

## Описание

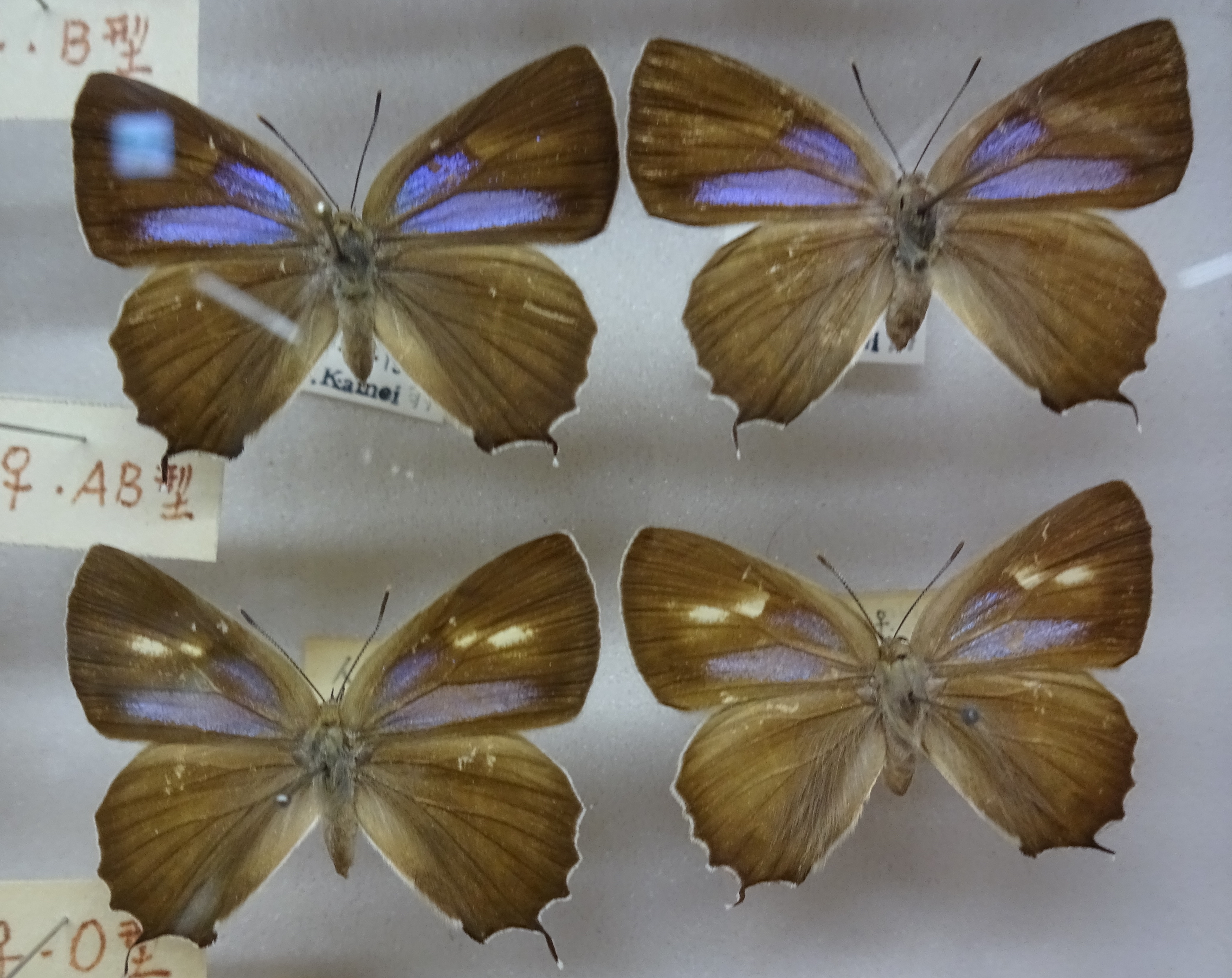
Самки

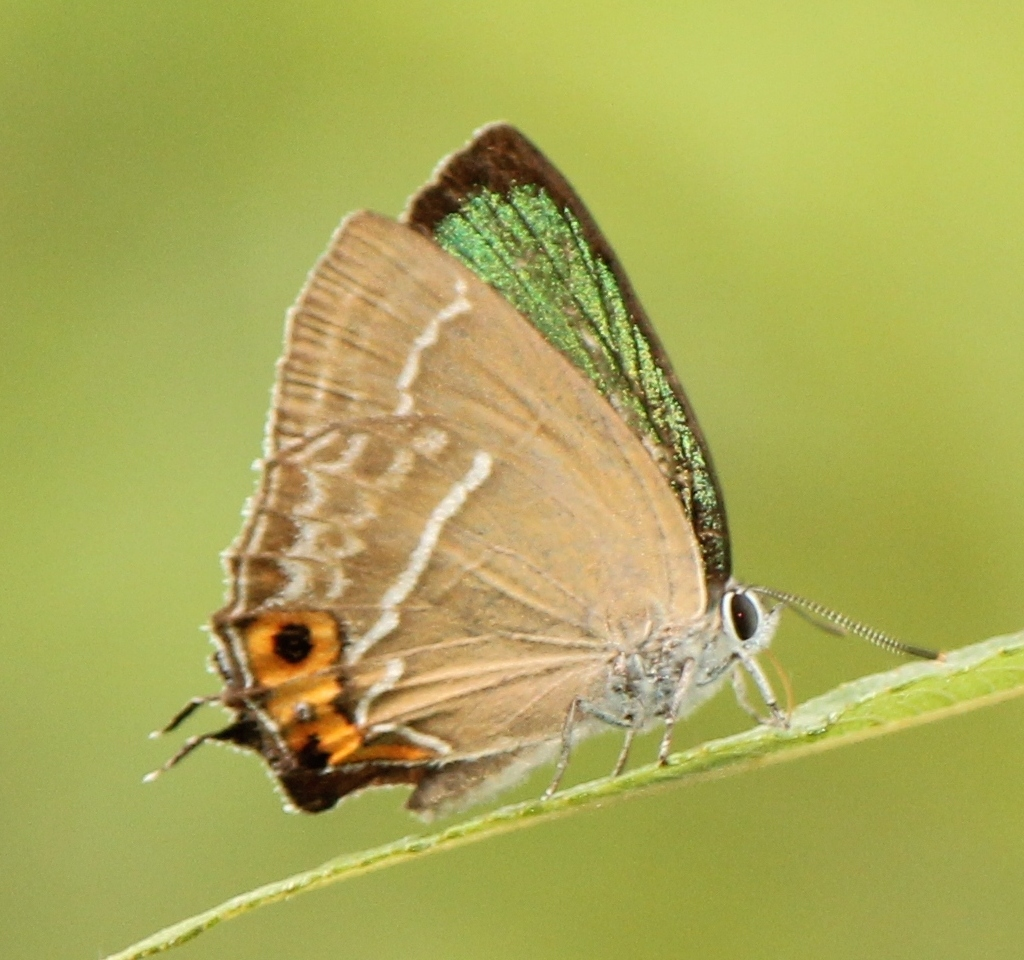
Нижняя сторона крыльев

Длина переднего крыла 15-20 мм. Размах крыльев 26—35 мм. Верхняя сторона крыльев самцов искристого зелёного цвета с голубоватым оттенком. При смачивании спиртом окраска верхней стороны крыльев в становится фиолетовой. Тёмная кайма на обоих крыльев широкая, шириной 2—2,5 мм. Хвостик на задних крыльях толстый, до 3 мм длиной. Верхняя сторона крыльев самки тёмно-коричневая, коричневая или черновато-бурая. На переднем крыле самки имеется изменчивый рисунок из голубых и оранжевых пятен, которые порой частично или полностью могут отсутствовать. Фон нижней стороны крыльев коричневато-жёлтый. Заднее крыло пересекает четкая белая линия, изломанная в форме буквы W. Оранжевое пятно у заднего угла заднего крыла широкое, с чёрной точкой-глазком. Глаза волосатые. Передние лапки самцов несегментированные.

## Ареал
Россия (восток Забайкалья, юг Амурской области, Еврейская автономная область, юг Хабаровского края, Приморье, Сахалин, Южные Курилы), Япония, Корея, Северо-Восточный Китай.

## Биология
За год развивается в одном поколении. Время лёта бабочек длится с середины июля до сентября. Бабочки встречается редко. Гусеница этого вида развивается на ольхе. Окукливается обычно на нижней поверхности листьев кормового растения.